# Rudolf Sieckenius
Rudolf Sieckenius (16 mai 1896 - 28 avril 1945) est un Generalmajor allemand pendant la Seconde Guerre mondiale ayant commandé la 16e Panzergrenadier-Division lors de l'opération Avalanche en septembre 1943. Malgré son succès largement reconnu, qui faillit repousser l'invasion alliée de l'Italie, Sieckenius fut fait bouc émissaire et mis à l'écart jusqu'à sa mort lors de la bataille de Berlin, aux commandes d'une division de sécurité (391e Sicherungs Division).

## Première Guerre mondiale et entre-deux-guerres
Sieckenius nait à Ludwigsthal, dans l'arrondissement de Grünberg-en-Silésie en province de Silésie en 1896. Il décide d'intégrer l'armée immédiatement après le déclenchement de la Première Guerre mondiale, s'enrôlant dans le 5e régiment d'artillerie de campagne de la 9e division d'infanterie, période pendant laquelle il participe à l'invasion de la Lorraine. Il est nommé commandant de peloton dans le 154e régiment d'infanterie (de) en 1916. Il est démobilisé de l'armée le 20 octobre 1919 et retourne dans sa maison familiale en Silésie.
Le 29 avril 1920, Sieckenius rejoint la police locale de Silésie où il sert pendant quatorze ans. En 1934, il retourne dans l'armée, alors qu'Hitler réarme l'Allemagne. À la création des régiments Panzer fin 1935, il est transféré dans la branche Panzer et est nommé commandant de compagnie au 2e régiment Panzer (qu'il commandera plus tard à Stalingrad) basé à Weimar, où il passera un an. Après une année supplémentaire comme ADC/Orderly Officer auprès du commandant de la 1re Panzerdivision, le Generalmajor Maximilian von Weichs, il est nommé pour commander le premier bataillon du 15e régiment Panzer à Oppeln. Après une brouille avec le commandant du régiment, l'Oberstleutnant Streich, en janvier 1939, Sieckenius est transféré au commandement du 66e bataillon Panzer (2e division légère).

## Seconde Guerre mondiale

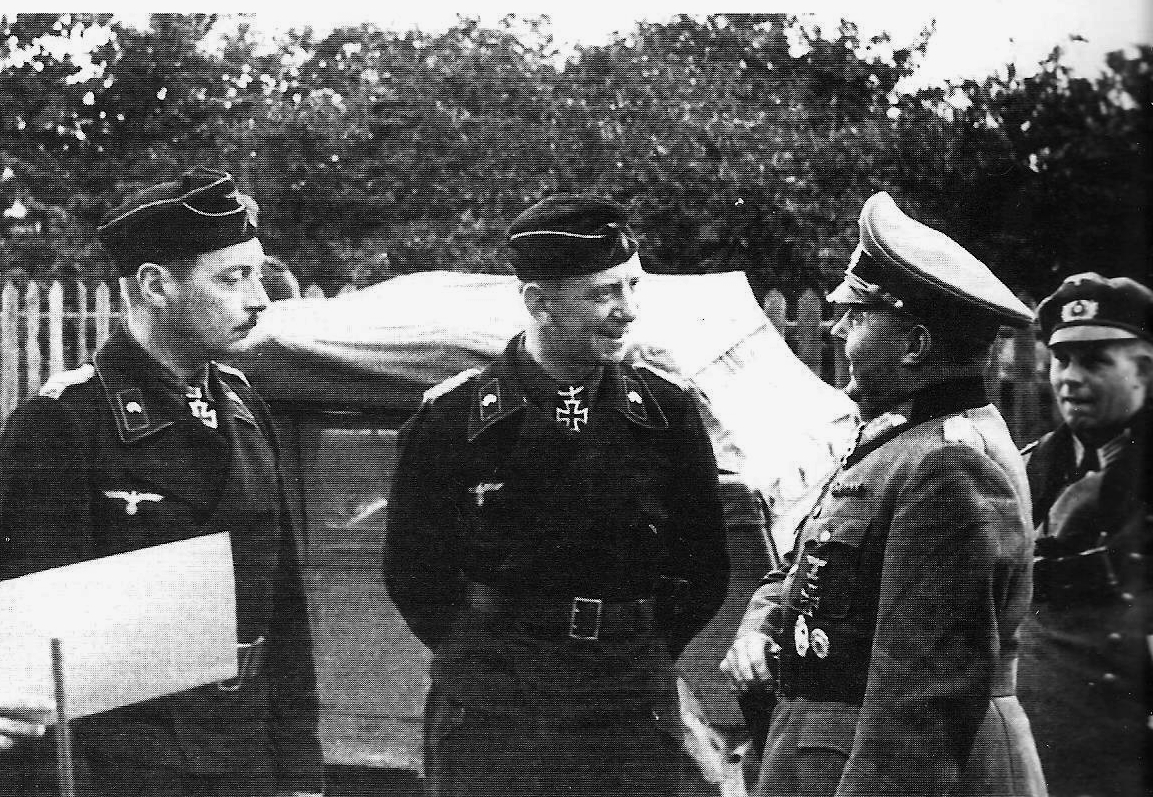
Le général Hube (à droite), le colonel Sieckenius (au centre) et le major Strachwitz (à gauche) sur le front de l'Est à l'été 1941.

Au début de la guerre, Sieckenius sert dans la 2e division légère en tant que commandant d'un bataillon Panzer. À la suite de la campagne d'octobre 1939, la 2e division légère devient la 7e Panzerdivision. La nouvelle division est sous le commandement du général Erwin Rommel. Sieckenius reste aux commandes d'un de ces bataillons, et prend part à la bataille de France. Le bataillon opère en France jusqu'en février 1941, date à laquelle il est placé en réserve et renvoyé en Allemagne. Sieckenius réaménage alors son bataillon jusqu'à son transfert dans la 16e Panzerdivision nouvellement formée en avril, avec laquelle il prendra part à l'opération Barbarossa, l'invasion de l'Union soviétique en juin 1941, au cours de laquelle Sieckenius reçut la croix de chevalier.
Sieckenius commande la 16e Panzerdivision en Italie de mai à novembre 1943, se défendant avec honneur contre les débarquements alliés à Salerne et gérant le repli ultérieur sur la ligne Volturno, au nord de Naples. Au début d'octobre 1943, alors que la 16e division se déplace vers le secteur de la côte adriatique à la suite de la pression alliée, un débarquement amphibie est effectué à Termoli. La performance de Sieckenius dans cette bataille fut la raison de son limogeage en tant que commandant de la 16e division, considérant qu'il n'avait pas été suffisamment agressif pour repousser le débarquement, perdant une occasion de défaire les Alliés malgré une position défensive importante.
Le Generalmajor Sieckenius est tué au combat près de Märkisch Buchholz lors de la bataille de Halbe, alors qu'il est au commande de la 391e division de sécurité.

## Décorations
- Insigne des blessés en argent[5]
- Croix de chevalier de la croix de fer le 17 septembre 1941 en tant qu'Oberstleutnant et commandant du 2e régiment de Panzer[6]